# Periconia prolifica
Periconia prolifica är en svampart som beskrevs av Anastasiou 1963. Periconia prolifica ingår i släktet Periconia, ordningen Pleosporales, klassen Dothideomycetes, divisionen sporsäcksvampar och riket svampar.   Inga underarter finns listade i Catalogue of Life.